# Битва при Божанси (1870)
Эта статья о битве периода Франко-прусской войны. О сражении времён Столетней войны см. Битва при Божанси.
Битва при Божанси происходила с 7 по 10 декабря 1870 года во время Франко-прусской войны

## Силы и расположение сторон
В группу войск великого герцога Мекленбургского входили 1-й баварский корпус, 17-я и 22-я пехотные дивизии, 2-я и 4-я кавалерийские дивизии, всего 19 000 пехоты, 8000 кавалерии и 200 орудий.
Во французской 2-й Луарской армии под начальством генерала Шанзи входили 16-й, 17-й и 21-й корпуса, всего около 60 000 человек. Армия генерала Шанзи образовалась из отброшенных к западу от Орлеана в сражении 4 и 5 декабря войск левого фланга (17-й корпус и две дивизии из 16-го корпуса) Луарской армии и подкреплений (21-й корпус и одна дивизия 19-го корпуса под командованием генерала Камо), приведённых из Тура.
21-й корпус занял Маршнуарский лес, а дивизия Камо — Божанси. В промежутки между ними Шанзи собрал войска, приведённые им из-под Орлеана. Все это вместе составило 2-ю Луарскую армию. Занимая таким образом позицию от Маршнуарского леса до Божанси и Мёна (куда чуть позже Шанзи выдвинул дивизию Камо), он прикрывал Тур (местопребывание временного правительства).
Занятие Тура было возложено на войска великого герцога Мекленбургского. Сверх того, гессенской дивизии и части кавалерии приказано было, наступая по левому берегу Луары, поддерживать наступление великого герцога.

## Ход сражения

### Начало сражения 7 декабря
7 декабря великий герцог атаковал расположение французов по всему их фронту и после весьма горячего боя вынудил Камо очистить Мён (пункт весьма важный, как переправа через Луару и особенно потому, что здесь проходил кратчайший путь отступления французов на Тур) и отступить к Божанси.

### Наступление немцев 8 декабря
8 декабря атака великого герцога продолжалась. На Маршнуарский лес и Краван направлены были дивизии 22-я пехотная и 4-я кавалерийская дивизии. Баварский корпус атаковал центр — на Гран-Шатр и Бомон. 17-я пехотная и 2-я кавалерийская дивизии вели наступление по правому берегу Луары на Божанси.
При значительном численном превосходстве французов и растянутости фронта атаки немцев, наступление последних шло крайне медленно, так что к вечеру им удалось только занять линию Краван—Бомон—Божанси.
Содействие, которое должна была оказать гессенская дивизия, наступавшая по левому берегу Луары, было парализовано ледоходом и недостатком переправ.

### Контратаки французов 9 декабря
На следующий день, 9 декабря, великий герцог сократил несколько фронт атаки и стянул войска к стратегически важному своему левому флангу. Такое распоряжение, устранив одно неудобство, вызвало другое: правый фланг немцев подставился под удары французских войск из Маршнуарского леса.
Этим обстоятельством воспользовался Шанзи и перешёл в наступление не только со стороны Маршнуарского леса, но и с фронта. Обе атаки были отбиты немцами, а после полудня они даже перешли в контрнаступление. К вечеру начали подходить к ним первые подкрепления со стороны Орлеана (войска 10-го корпуса).
В главной квартире короля полагали, что, с занятием Орлеана Луарская армия была уже окончательно разбита и её остатки отошли на правый берег Луары. Известие о сопротивлении, встреченном при наступлении на запад к Туру, сначала удивило немецкую главную квартиру, a упорство его вынудило наконец принять серьёзные меры. На этом основании, принцу Фридриху-Карлу послано было приказание, удерживать Орлеан частью войск, с остальными двинуться на запад против Шанзи.
Ещё до прибытия Фридриха-Карла, Шанзи уже решился оставить маршнуарскую позицию, к чему вынужден был появлением против Блуа, на левом берегу Луары, 9-го прусского корпуса генерала Манштейна.

### Конец сражения
Для лучшего прикрытия своего отступления к Луаре (к Вандому) Шанзи в 7:00 10 декабря снова перешёл в наступление по направлению на Ориньи. Там он взял в плен около 150 пруссаков и далее захватил Вильжуан. В полдень немцы, силами 17-й пехотной дивизии, контратаковали французов в Вильжуане и после четырёхчасового уличного боя вынуждены были отступить.
К 14:00 немцы сосредоточили под Краваном около 100 тяжёлых орудий и в течение трёх часов вели сильный артиллерийский обстрел французских позиций в Виллермене. В этом пункте немцы держались строго оборонительного образа действий, а слабые попытки французской пехоты атаковать были легко отражаемы.
К вечеру бой затих на всей линии.
В штабе великого герцога Мекленбургского ждали новых атак 11 декабря. Деревни впереди фронта были по-прежнему заняты французами и только в полдень было обнаружено их отступление.
Шанзи отвёл свои войска к Вандому, куда они прибыли 13 декабря.

## Итоги сражения
Немцы взяли в боях у Божанси 4—5 тысяч пленных и 10 орудий, а сами потеряли 152 офицера и 3600 нижних чинов убитыми и ранеными. Уходя французы оставили пленных, захваченных ими в Ориньи.